# Enhydria rufula
Enhydria rufula är en insektsart som beskrevs av Victor Lallemand 1966. Enhydria rufula ingår i släktet Enhydria och familjen lyktstritar. Inga underarter finns listade i Catalogue of Life.